# Pristimantis fallax
Eleutherodactylus fallax là một loài động vật lưỡng cư trong họ Strabomantidae, thuộc bộ Anura. Loài này được Lynch & Rueda-Almonacid miêu tả khoa học đầu tiên năm 1999.